# Björn Ericsson
Björn Ericsson, född 10 september 1943, död 6 mars 2018 i Mölnlycke, var en svensk fotbollsspelare (försvarare) som blev svensk mästare med IFK Göteborg 1969.
Björn Ericsson var anfallare när han värvades till IFK Göteborg från Kullens BK men kom att skolas om till mittback. Hans största framgång kom 1969 då IFK Göteborg blev svenska mästare och han valdes till allsvenskans bästa försvarare av Idrottsbladets läsare. Björn Ericsson spelade då som mittback tillsammans med Reine Feldt. Ericsson spelade 2 A-landskamper för Sverige. Hans sista säsong i IFK Göteborg var 1976 då laget vann sin Division II-serie och gick upp i allsvenskan.